# سان أوبين (باد كاليه)
سان أوبين، باد كاليه (بالفرنسية: Saint-Aubin, Pas-de-Calais)‏ هي بلدية تقع في إقليم باد كاليه من منطقة نور با دو كاليه في شمال فرنسا. تبلغ مساحة هذه المدينة 4.54 (كم²)، وترتفع عن سطح البحر 18 م، يبلغ عدد سكانها 252 نسمة حسب إحصاء المعهد الوطني للإحصاء والدراسات الاقتصادية سنة 2009 م. وترأس Bertrand Lefebvre البلدية خلال فترة (2008-2014).